# Dolly Tree
Dolly Tree, née Dorothy Marian Isbell le 17 mars 1899 à Bristol (Angleterre), morte le 17 mai 1962 à New York (États-Unis), est une costumière et actrice britannique.

## Biographie
Entre 1915 et 1918, Dolly Tree se produit dans cinq films muets britanniques comme actrice, début de carrière qui restera sans lendemain.
Elle débute au Royaume-Uni comme costumière dans les années 1920, sur divers spectacles de cabaret (musicals, revues, café-théâtre...), à Londres notamment ; en 1923, elle collabore à son premier film, réalisé par Graham Cutts, Woman to Woman (dont Alfred Hitchcock est co-scénariste, directeur artistique et assistant-réalisateur). Elle séjourne ensuite en France, où elle travaille aux Folies Bergère à Paris.
À la fin de ces mêmes années 1920, elle s'installe aux États-Unis, œuvrant d'abord à New York (ainsi, elle crée les costumes de Diamond Lil, pièce de - et avec - Mae West, jouée à Broadway en 1928). Puis elle rejoint Hollywood où, de 1930 à 1942, elle participe à 175 films américains au sein de la Metro-Goldwyn-Mayer, principalement comme conceptrice de robes, entre autres aux côtés d'Adrian.

## Filmographie partielle

### Comme actrice
- 1915 : Love in a Wood de Maurice Elvey
- 1915 : From Shopgirl to Duchess de Maurice Elvey
- 1915 : The Disorder of the Bath (réalisateur non connu)
- 1916 : Two Lancashire Lasses in London de David Aylott
- 1918 : Hindle Wakes de Maurice Elvey

### Comme costumière
- 1923 : La Danseuse blessée (Woman to Woman), de Graham Cutts
- 1930 : L'Amour en l'an 2000 (Just Imagine) de David Butler
- 1931 : Bad Girl de Frank Borzage
- 1934 : L'Ennemi public n° 1 (Manhattan Melodrama) de W. S. Van Dyke
- 1934 : L'Espionne Fräulein Doktor (Stamboul Quest) de Sam Wood
- 1934 : Le Témoin imprévu (Evelyn Prentice) de William K. Howard
- 1934 : La Joyeuse Fiancée (The Gay Bride) de Jack Conway
- 1935 : Monseigneur le détective (The Bishop Misbehaves) d'Ewald-André Dupont
- 1935 : David Copperfield (Personal History, Adventures, Experience and Observation of David Copperfield the Younger) de George Cukor
- 1935 : Une nuit à l'opéra (A Night at the Opera) de Sam Wood
- 1935 : On a volé les perles Koronoff (Whipsaw) de Sam Wood
- 1935 : Les Hommes traqués (Public Hero n°1), de J. Walter Ruben
- 1935 : Le Marquis de Saint-Évremont (A Tale of Two Cities) de Jack Conway
- 1936 : La Loi du plus fort (Riffraff) de J. Walter Ruben
- 1936 : L'Heure mystérieuse (The Unguarded Hour) de Sam Wood
- 1936 : La Fièvre des tropiques (His Brother's Wife) de W. S. Van Dyke
- 1936 : Furie (Fury) de Fritz Lang
- 1936 : Suzy de George Fitzmaurice
- 1936 : Une fine mouche (Libeled Lady) de Jack Conway
- 1936 : Nick, gentleman détective (After the Thin Man) de W. S. Van Dyke
- 1936 : Les Poupées du diable (The Devil-Doll) de Tod Browning
- 1936 : Robin des Bois d'El Dorado (The Robin Hood of El Dorado) de William A. Wellman
- 1937 : Rosalie de W. S. Van Dyke
- 1937 : Un jour aux courses (A Day at the Races) de Sam Wood
- 1937 : Un vieux gredin (The Good Old Soak) de J. Walter Ruben
- 1937 : Visages d'Orient (The Good Earth) de Sidney Franklin
- 1938 : Le Retour d'Arsène Lupin (Arsène Lupin Returns), de George Fitzmaurice
- 1938 : Port of Seven Seas de James Whale
- 1938 : Un envoyé très spécial (Too Hot to Handle) de Jack Conway
- 1938 : Hold That Kiss d'Edwin L. Marin
- 1938 : Surprise Camping (Listen, Darling), d'Edwin L. Marin
- 1938 : Cinq jeunes filles endiablées (Spring Madness), de S. Sylvan Simon
- 1938 : Pilote d'essai (Test Pilot) de Victor Fleming
- 1938 : Chasseurs d'accidents (The Chaser) d'Edwin L. Marin
- 1939 : Un jour au cirque (At the Circus) d'Edward Buzzell
- 1939 : Place au rythme (Babes in Arms) de Busby Berkeley
- 1939 : Miracles à vendre (Miracles for Sale) de Tod Browning
- 1939 : Nick joue et gagne (Another Thin Man) de W. S. Van Dyke
- 1939 : Chantage (Blackmail), de H. C. Potter
- 1940 : La Vie de Thomas Edison (Edison, the Man) de Clarence Brown
- 1940 : En avant la musique (Strike up the Band) de Busby Berkeley
- 1940 : Little Nellie Kelly de Norman Taurog
- 1940 : L'Appel des ailes (Flight Command), de Frank Borzage
- 1940 : André Hardy va dans le monde (Andy Hardy meets Debutante) de George B. Seitz
- 1942 : Six destins (Tales of Manhattan) de Julien Duvivier
- 1942 : Pilotes de chasse (Thunder Birds) de William A. Wellman
- 1942 : The Loves of Edgar Allan Poe d'Harry Lachman
- 1942 : Ten Gentlemen from West Point d'Henry Hathaway

## Théâtre (sélection)
1928 : Diamond Lil de Mae West, avec Jack La Rue, Rafaela Ottiano, Mae West (à Broadway)